# Orlando Cruz (judoka)
Orlando Cruz (11 de octubre de 1977) es un deportista dominicano que compitió en judo. Ganó una medalla de bronce en el Campeonato Panamericano de Judo de 1996 en la categoría de –65 kg.

## Palmarés internacional
| Campeonato Panamericano | Campeonato Panamericano | Campeonato Panamericano | Campeonato Panamericano |
| Año                     | Lugar                   | Medalla                 | Categoría               |
| ----------------------- | ----------------------- | ----------------------- | ----------------------- |
| 1996                    | San Juan (Puerto Rico)  | Medalla de bronce       | –65 kg                  |